# マカパ
マカパ（Macapá [makaˈpa]）は、ブラジル・アマパー州の州都。人口は51万2902人（2020年）。アマゾン川河口部の北岸に位置し、赤道直下にある。

## 概要
主要産業は、鉱業であり、スズ、鉄、金、マンガンなどの輸出を行っている。鉱業のほかは、木材や水産物の輸出も行う。
町は1688年にアマゾン川河口につくられた要塞を起源としている。18世紀から町の発展が見られ、1943年に連邦直轄地としてのアマパー州の州都となった。

## 姉妹都市
- en:Santana, Amapá、ブラジル
- ボア・ヴィスタ、ブラジル
- レティシア、コロンビア
- カイエンヌ、フランス
- en:Camopi、フランス
- ハバナ、キューバ
- ベレン、ブラジル
- ブルメナウ、ブラジル
- en:Ubatuba、ブラジル
- ノヴァ・イグアス、ブラジル
- ジョージタウン、ガイアナ
- パラマリボ、スリナム